# Bonao
Bonao es un municipio de la República Dominicana, que está situada en la provincia de Monseñor Nouel. Es una de las localizaciones más antiguas de República Dominicana, conocida popularmente como Villa de las Hortensias, debido a su abundancia en la flora regional.

## Localización
Se sitúa en la región Norte o Cibao de la República Dominicana.

## Límites
Municipios limítrofes:
|                                       | Norte: La Vega y Jima Abajo |                                                          |
| Oeste: La Vega, Jarabacoa y Constanza |                             | Este: Jima Abajo, Fantino, Cotuí, Maimón y Piedra Blanca |
|                                       | Sur: Rancho Arriba          |                                                          |

## Distritos municipales
Está formado por los distritos municipales de:
| Nombre                 | Código   |
| ---------------------- | -------- |
| Bonao                  | 02280101 |
| Sabana del Puerto      | 02280102 |
| Juma Bejucal           | 02280103 |
| Arroyo Toro-Masipedro  | 02280104 |
| Jayaco                 | 02280105 |
| La Salvia-Los Quemados | 02280106 |

## Historia
Su nombre proviene del cacique taíno que a la llegada de los españoles a la Isla de Santo Domingo, reinaba en la tierra que lleva su nombre. 

### Época precolombina
Por estar situada en el centro de la isla, la ocupación del territorio de la actual provincia Monseñor Nouel se hizo tardíamente, en comparación con lugares situados en la costa de la isla o en sus proximidades.
Los primeros grupos humanos que penetraron al centro de la isla y, por ende, estuvieron dentro o en los alrededores del territorio actual de la provincia, lo hicieron hacia el año 1000 antes de Cristo.
Pertenecían a los grupos llamado barreroides, que se caracterizaban por ser recolectores; es decir, que no practicaban la agricultura.

## Fechas Importantes

### Época colonial
A la llegada de los españoles, el territorio de la provincia Monseñor Nouel pertenecía al cacicazgo de Maguá.
En 1495, Bartolomé Colón, durante una travesía de exploración de a través de la isla, ordena la construcción de una fortaleza en Sonador para combatir la resistencia de los taínos del lugar comandados por el Nitaíno Bonao, del cacicazgo de Maguá.
Se dice que el primer fuerte levantado en el lugar fue llamado Bonao Abajo, La Colonia o La Entrada, que luego fue ocupado por la gente de Francisco Roldán. Los indios de Rincón de Yuboa o Bonao Arriba, vapuleados y presionados por los españoles, desaparecieron del lugar alzándose hacia las cuevas del Último Cielo, en la jurisdicción Los Capaces.
En 1497 se resguardaron en territorio de Bonao, Francisco de Roldán y 70 rebeldes, participantes en la Rebelión de Roldán, contra la autoridad de los Colón. Terminó la rebelión en octubre de 1498. Los orígenes de la villa de Bonao están asociados, precisamente, con esta rebelión, en la medida en que algunos de los que participaron en ella se quedaron allí, cuando ésta culminó. 
Que la villa de Bonao fue fundada durante los tiempos del almirante Cristóbal Colón queda bastante claro en el siguiente párrafo de Gonzalo Fernández de Oviedo, en su Historia General y Natural de las Indias:
"..Don Cristóbal Colon fundó... aquella primera población de los treinta y ocho cristianos, donde quedó por capitán Rodrigo de Arana, la cual se llamó la Navidada, fue el primer pueblo católico en esta isla; y después, en el segundo viaje que vino, fundó la ciudad llamada isabela, cuando estuvo del otro cabo deste río; porque allí trajo la gente de la Isabela el adelantado don Bartolomé Colon, hermano del dicho Almirante, como en otras partes está dicho. Fundó asimismo el Almirante primero la ciudad de la Concepción de la Vega, fundó las villas de Sanctiago y del Bonao"
El 7 de diciembre de 1508 a Bonao se le otorgó oficialmente la categoría de villa y se le concedió escudo de armas.
La principal actividad económica de esta villa era la recogida de oro, aunque sus minas no eran grandes. Cuando las explotaciones de oro por los españoles en la isla se agotaron, en Bonao se instalaron dos ingenios de azúcar, según relata el Bachiller Alonso de Parada en una relación hecha al rey Carlos V y que aparece en el libro Santo Domingo en los Manuscritos de Juan Bautista Muñoz transcrito por Roberto Marte:
"El Bonao es tierra que lleva mucho fruto de pan i maíz, hanze comenzado a hacer en el dos engenios quel uno moldra presto"
Más adelante, Gonzalo Fernández de Oviedo, en su obra ya citada, menciona la existencia de un solo ingenio, lo que sugiere la desaparición de uno. Dice Oviedo: 
"En la villa del Bonao, diez e nueve leguas desta ciudad de Santo Domingo, está otro buen ingenio de azúcar, que tienen los hijos de Miguel Jover, catalán, e Sebastián de Fonte, e los herederos de Hernando de Carrión; y es buena hacienda"
La producción azucarera no fue un aliciente suficiente para mantener el atractivo de los españoles sobre la villa de Bonao. Hacia 1528 ésta había desaparecido junto a otras villas, según hacen contar los licenciados Espinosa y Alonso de Suazo en una relación al Consejo de Indias. En lo sucesivo, la población del territorio desapareció. En ningún documento del período colonial donde se mencionan las villas existentes se alude a Bonao. Tampoco hace mención de Bonao Antonio Sánchez Valverde, autor de un importante estudio sobre la colonia a fines del siglo XVIII.
El nombre de Monseñor Nouel, asociado con Bonao, surgió por primera vez en 1936. El 25 de mayo de ese año, a la Común y a la villa de Bonao se le cambió el nombre por el de Monseñor Nouel, en honor a este antiguo arzobispo de Santo Domingo y expresidente de la República. En 1960 se le restableció a la villa su nombre de Bonao, permaneciendo el municipio con su nombre de Monseñor Nouel, designación que también se le dio a la provincia cuando fue creada en el año 1982 bajo el gobierno del entonces presidente Salvador Jorge Blanco. En 2006, bajo el gobierno del Presidente Leonel Fernández Reyna, y a moción del entonces Senador Enriquillo Reyes, el municipio volvió a ser nombrado Bonao.

## Economía
La economía de Bonao es básicamente generada por comercios locales, pequeños productores agrícolas y por los ingresos generados por la empresa minera Americano Níquel (Falcondo), también conocida como Falconbridge Dominicana.
La producción agrícola de Bonao es de un 80% de arroz y el resto dividido en cacao y café.
También existen empresas importantes que aportan empleos como son: Bonao Industrial, Hanesbrands Dos Rios Textiles, Inc.
La primera planta de gas de síntesis del país y el Caribe, una planta productora de gas a partir de desechos sólidos como paja de arroz, cáscaras de plátano y otros materiales, fue instalada cerca de la sede del Instituto Agrario Dominicano en Bonao. A ésta se le nombró en homenaje póstumo a partir del Ingeniero Quilvio Cabrera, destacado impulsor de la tecnología en la agricultura, y el principal promotor de la instalación de esta planta en el país.

## Educación y tecnología
Existen varios planteles educativos básicos y secundarios, públicos y privados en Bonao, entre los que destacan el Liceo Secundario Elías Rodríguez, el llamado Liceo Francisco Antonio Batista García antiguo Plan de Reforma; El Politécnico Francisco Antonio Batista García con las àreas de Informàtica, Comercio, Enfermería, Técnico Industriales; Politécnico Ing. José Delio Guzmán y Pedro Antonio Frías, ambos  del sector público y los colegios privados San Antonio de Padua, Centro Educacional de Bonao, patrocinado por la Universidad Central del Este y la Mercer University, el Colegio San Pablo y el Colegio Juan Pablo Duarte.
Bonao cuenta además con un centro de educación superior, una sede regional de la estatal Universidad Autónoma de Santo Domingo (CURCE-UASD).

### Festividades
El carnaval de Bonao es la fiesta más importante de este pueblo, constituyendo uno de los más fascinantes, creativos, organizados y rico de todo el país, definido ya con su propia individualidad e identidad.